# SUNCAT
SUNCAT è stato un catalogo bibliografico delle pubblicazioni seriali in lingue inglese. Consultabile gratuitamente, era rivolto principalmente alla comunità dei ricercatori britannici.
Il sito presentava i dati bibliografici dei periodici pubblicati nel Regno Unito, caratterizzati da un codice identificativo seriale come l'ISSN.
SUNCAT era gestito dal centro elaborazione dati MEDINA dell'Università di Edimburgo e finanziato dall'organizzazione senza scopo di lucro Joint Information Systems Committee. Il 31 luglio 2019, è stato ufficialmente dismesso e sostituito dai servizi Library Hub Discover, Compare e Cataloguing.

## Storia
SUNCAT fu lanciato online nel 2003 come un progetto pilota che vedeva il coinvolgimento delle ventidue più grandi biblioteche britanniche. La prima fase consistette nel censimento dei loro record bibliografici di tipo ISSN e Conser, per convertirli successivamente nel formato MARC.
L'obbiettivo era quello di integrare in un unico catalogo bibliografico le collezioni di 200 biblioteche universitarie e di centri di ricerca britannici, al fine di raggiungere una copertura di oltre il 90% dei titoli di periodici pubblicati in lingua inglese.
Nel 2005, il sito aveva superato i quattro milioni di record bibliografici e, due anni dopo, la sua banca dati era alimentata dalle collezioni di sessanta biblioteche inglesi.
Il 31 luglio 2019, il sito è stato dismesso insieme al Consortium of Online Public Access Catalogues e a Research Libraries UK, sostituiti dai servizi Library Hub Discover, Compare e Cataloguing.